# 2019-es Ázsia-kupa (döntő)
A 2019-es Ázsia-kupa döntője az Ázsiai Labdarúgó-szövetség 2019-es kontinensbajnokságának zárómérkőzése volt. Február 1-jén rendezték meg Abu-Dzabiban, a Zájed sejk stadionban az Egyesült Arab Emírségekben Japán és Katar részvételével.
Japán korábban négy döntőt játszott, és mind a négyet megnyerte, míg Katar története során először jutott be a kontinenstorna fináléjába. A mérkőzést, és vele története első Ázsia-kupa-trófeáját Katar nyerte meg 3–1-re, miután az első félidőben kétgólos előnyre tett szert, a második félidőben pedig egy büntetőből szerzett találattal végleg eldöntötte a találkozó kimenetelét.
Érdekesség, hogy a katari szurkolók nagy része nem szurkolhatott a tornán hazája válogatottjának a katari diplomáciai válság miatt. A katari labdarúgókat a torna során, de főképpen az Egyesült Arab Emírségek elleni elődöntőben több atrocitás is érte a hazai szurkolók részéről.
A mérkőzést követően tartották meg a torna díjátadó ceremóniáját, ahol túlnyomó többségben a győztes válogatott tagjait díjazták, míg Japán lett a 2019-es Ázsia-kupa fair play díjasa. A katariak csatára, Almaz Ali lett a torna legjobb játékosa és gólkirály is, kilenc találatával pedig megdöntötte az iráni Ali Dáji vonatkozó, 1996-ban felállított rekordját.

## A helyszín
A döntő helyszíne az Abu-Dzabiban található Zájed sejk stadion volt. A 43 000 férőhelyes stadiont 1980-ban adták át, az Egyesült arab emírségekbeli labdarúgó-válogatott otthona. Korábban házigazdája volt az 1996-os Ázsia-kupa, a 2003-as ifjúsági labdarúgó-világbajnokság, és több klubvilágbajnokság döntőjének is. Bár a tornát megelőző években felvetődött egy 60 000 férőhelyes stadion építése is, végül 2017-ben ez a létesítményt jelölték ki a nyitómérkőzés és a döntő helyszínéül is.

## Út a döntőig
| Japán                 | Japán                 | Szakasz          | Katar                   | Katar                 |
| --------------------- | --------------------- | ---------------- | ----------------------- | --------------------- |
| Ellenfél              | Végeredmény           | Csoportkör       | Ellenfél                | Végeredmény           |
| Türkmenisztán         | 3–2                   | 1. forduló       | Libanon                 | 2–0                   |
| Omán                  | 1–0                   | 2. forduló       | Észak-Korea             | 6–0                   |
| Üzbegisztán           | 2–1                   | 3. forduló       | Szaúd-Arábia            | 2–0                   |
| Az F-csoport győztese | Az F-csoport győztese | Helyezés         | Az E-csoport győztese   | Az E-csoport győztese |
| Ellenfél              | Végeredmény           | Kieséses szakasz | Ellenfél                | Végeredmény           |
| Szaúd-Arábia          | 1–0                   | Nyolcaddöntő     | Irak                    | 1–0                   |
| Vietnám               | 1–0                   | Negyeddöntő      | Dél-Korea               | 1–0                   |
| Irán                  | 3–0                   | Elődöntő         | Egyesült Arab Emírségek | 4–0                   |

### Japán

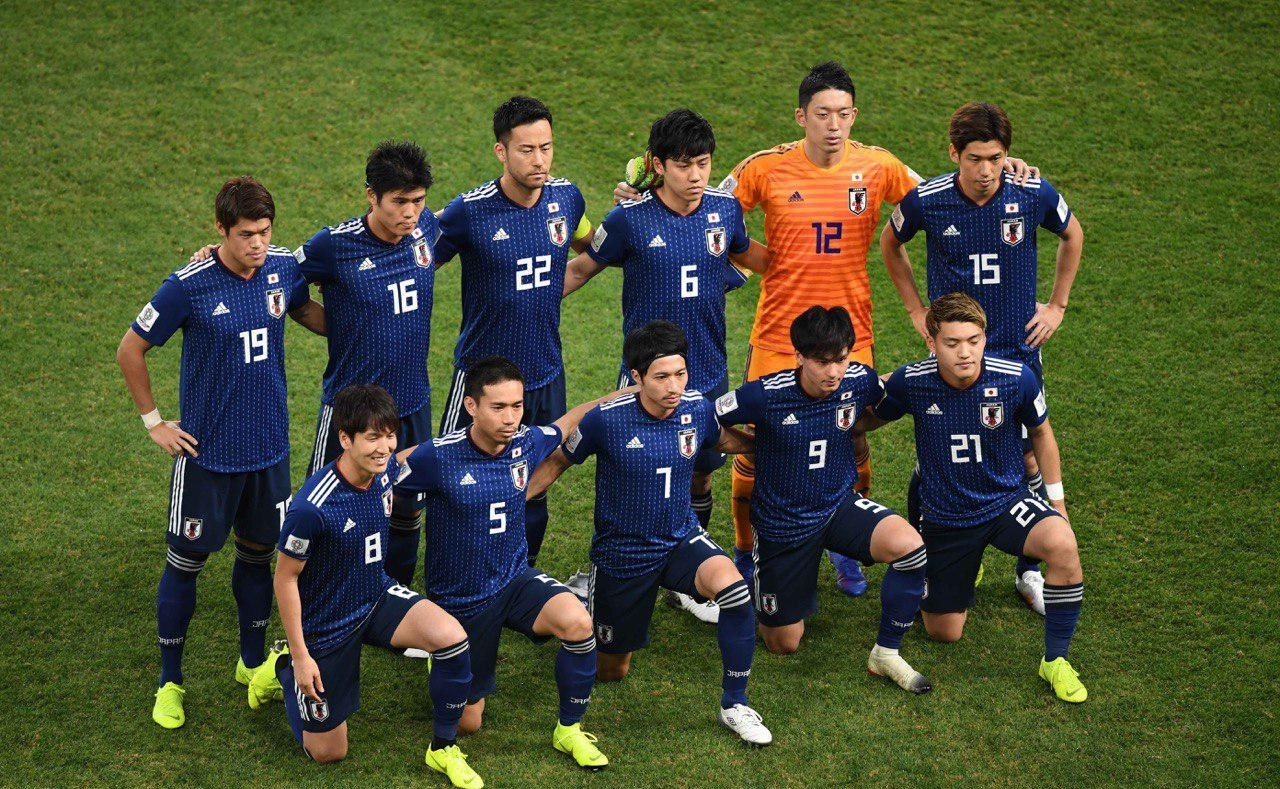
A japánok kezdőcsapata az Irán elleni elődöntőben

Japán az Ázsia-kupák rekordere négy győzelmével. A 2019-es tornát megelőzően 2011-ben diadalmaskodott. Az E-csoportban kezdte szereplését a csapat, a selejtezők során hét győzelmet és egy döntetlent elérve, 27 gólt szerezve, veretlenül kvalifikálták magukat a kontinenstornára. Miután a csapat a 2018-as labdarúgó-világbajnokságon a legjobb tizenhat között fejezte be szereplését Nisino Akira távozott a válogatott éléről, az új szövetségi kapitány pedig Morijaszu Hadzsime lett, aki az U23-as válogatott szövetségi edzője volt az azt megelőző időszakban. Morijaszu több korábbi meghatározó, európai bajnokságokban is bizonyító játékostól, így Kagava Sindzsitől és Okazaki Sindzsitől is elköszönt és inkább fiatalabb játékosoknak adott lehetőséget. A torna kezdetet előtt irányításával a japánok öt felkészülési mérkőzést játszottak.
Az Ázsia-kupa nyitófordulójában Türkmenisztán volt az ellenfél, és a 26. percben Arslanmjrat Amanov góljával előnybe is került az esélytelenebbnek vélt csapat. A második félidőben Ószako Júja négy perc alatt két gólt szerzett, Dóan Ricu pedig kétgólosra növelte a japánok előnyét. Ahmet Ataýev a 78. percben 3–2-re módosította az eredményt, az azonban már nem változott a találkozó végéig. Morijaszu csapata küzdeni akarását emelte ki, de hozzátette, hogy csapatának javulnia kell a torna későbbi szakaszára. A második körben Omán volt az ellenfél, Haragucsi Genki a 28. percben szerezte a találkozó egyetlen gólját, Japán 1–0-ra győzött. Biztos továbbjutóként a harmadik fordulóban Morijaszu az addig kevesebbet játszóknak adott játéklehetőséget, egyedül Kitagava Kója maradt az alapcsapatból az Üzbegisztán elleni kezdőcsapatba. Japán tartalékos felállásban is győzött 2–1-re, a gólokat Mutó Josinori és Siotani Cukasza szerezték.
A Szamurájok a legjobb tizenhat között Szaúd-Arábiával mérkőztek meg és ezúttal már az első két csoportmérkőzéshez hasonlóan az alapcsapat lépett pályára. Japán 1–0-s győzelemmel jutott be a legjobb nyolc csapat közé, a győztes gólt a 20. percben Tomijaszu Takehiro szerezte. A negyeddöntők során bemutatkozott az Ázsia-kupák történetében a VAR (video assistant referee), azaz a videóbírós rendszer, és a Vietnám elleni találkozón a 25. percben máris fontos szerepe volt, Japánnak egy kétes tizenhatoson belüli kezezéses esetet követően ítéltek tizenegyest. A büntető ugyan kimaradt, azonban Dóan Ricu az 57. percben megszerezte a győztes gólt, Japán a legjobb négy közé jutott. Morijaszu csapata és főleg védekezőbb felfogású játékstílusa több kritikát kapott a szakmától és a szurkolóktól, azonban a szakember megvédte csapatát, mondván így is elérték célkitűzésüket a tornán. Az Irán elleni elődöntőben végül fölényes, 3–0-s győzelemmel lépett a döntőbe a csapat, ötödszörre a torna történetében.

### Katar

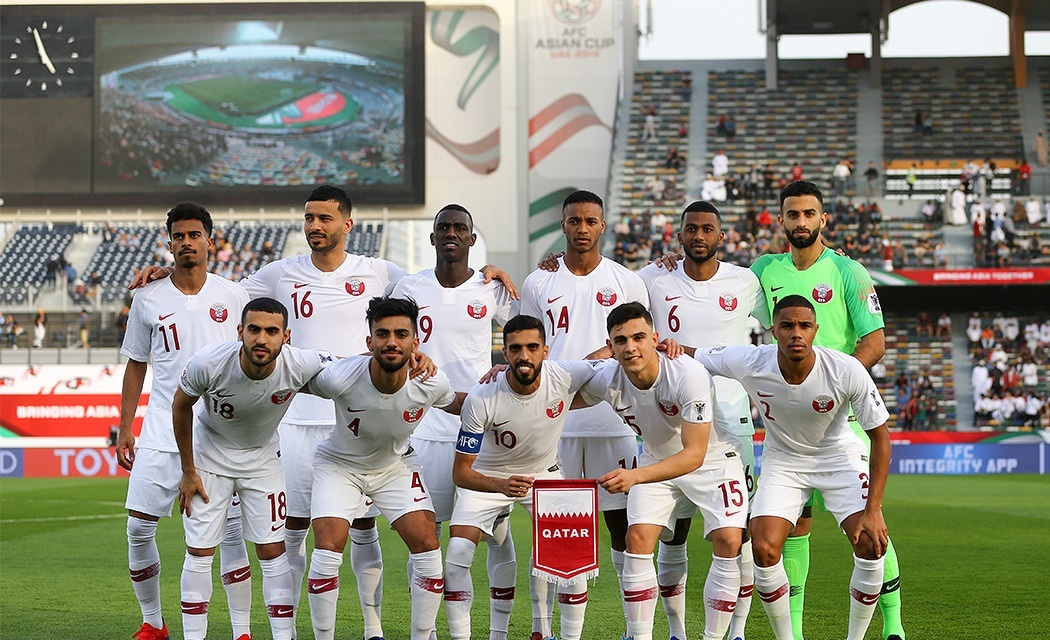
Katari kezdőcsapat a Dél-Korea elleni negyeddöntő előtt

Katar az Ázsia-kupa korábbi kiírásai közül kilenc alkalommal szerepelt a tornán, és csupán két alkalommal jutott tovább csoportjából, és mindkét alkalommal a negyeddöntőben esett ki. Miután az ország megkapta a 2022-es labdarúgó-világbajnokság rendezési jogát, és alanyi jogon résztvevőjévé vált a tornának, a katari labdarúgó-szövetség illetékesei új programot indítottak el, hogy felzárkóztassák az ország labdarúgását a világ élmezőnyéhez. Félix Sánchezt, a Barcelona korábbi ifjúsági koordinátorát bízták meg  a felnőtt és az utánpótlás válogatottak felkészítésével és hogy fiatal tehetségeket neveljen a 2022-es világbajnokság idejére.
A 2019-es Ázsia-kupa selejtezői során hét győzelmet szerezve és egy vereséget elszenvedve csoportelsőként jutott ki a csapat a kontinenstornára. A Bhután válogatottja felett aratott 15–0-s győzelemmel egy új rekordot is felállított a válogatott. Mindeközben a 2018-as labdarúgó-világbajnokságra nem sikerült kvalifikálnia a csapatnak, tíz mérkőzésen hétszer is vesztesen hagyták el a pályát a katari válogatott játékosai. Sánchez ezt követően több, még 22 évnél fiatalabb játékos beépítését is megkezdte a felnőttek közé, jórészt a hazai bajnokság meghatározó klubcsapataira és az irányításával a 2014-es U19-es Ázsia-bajnokságot megnyerő válogatott tagjaira támaszkodva. A tornát megelőzően két európai csapattal vívott felkészülési mérkőzést a válogatott, miközben a katari diplomáciai válság miatt a játékosok és a szurkolók nagy részének az Egyesült Arab Emírségekbe való utazása és tartózkodása is veszélyben forgott.
Katar az E-csoportba nyert besorolást. Az első fordulóban Libanont győzték le 2–0-ra Baszám er-Rávi és Almaz Ali góljaival. Ez volt az első alkalom, amikor Katar egy másik országban rendezett Ázsia-kupán mérkőzést tudott nyerni. A második körben Észak-Koreával játszottak, hivatalosan 452 fizető néző előtt, és győztek fölényesen 6–0-ra, úgy hogy Ali négyszer is eredményes volt a találkozó során. Az utolsó csoportmérkőzésen Szaúd-Arábia ellen a duplázó Ali vezetésével 2–0-ra győztek és csoportelsőként jutottak a legjobb tizenhat csapat közé.
A nyolcaddöntőben Irakkal szemben 1–0-ra nyert a csapat, a győztes gólt Baszám er-Rávi szerezte szabadrúgásból a 62. percben. A négy közé jutásért rendezett találkozón Dél-Koreával szemben újabb 1–0-s győzelmet aratott a csapat, Abd el-Azíz Hátem góljával az elődöntőbe juttatta hazája válogatottját. Ott a házigazda Egyesült Arab Emírségek válogatottja volt az ellenfél, a Zájed sejk Stadionban, 38 646 néző előtt. A hazai szurkolók ellenségesen fogadták a katariakat, akiket a mérkőzés során többször szandállal és vizespalackokkal dobáltak meg. A katariak a külső körülmények ellenére fölényes, 4–0-s győzelemmel jutottak a döntőbe, Almaz Ali pedig megszerezte nyolcadik gólját is a tornán, amivel új rekordot állított fel. Katar a döntőig vezető úton nem kapott egyetlen gólt sem, erre korábban a 2015-ös tornán Dél-Korea volt képes.

## A mérkőzés előzményei

### A játékvezető

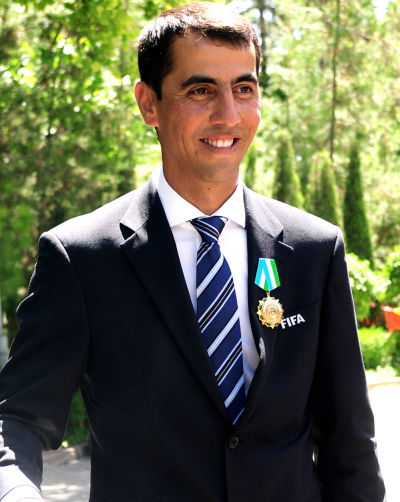
Ravshan Ermatov, a döntő játékvezetője

A döntő játékvezetője az üzbég Ravshan Ermatov volt, akit 2019. január 30-án jelölt ki a feladatra az Ázsiai Labdarúgó-szövetség. Ermatov az egyik legnevesebb ázsiai játékvezető, közreműködött korábban világbajnoki mérkőzéseken, a 2012-es olimpián, Konföderációs kupán és klubvilágbajnokságon is.
Munkáját honfitársai, Abduhamidullo Rasulov és Jahongir Saidov segítették partbíróként, kiegészülve a kínai Ma Ninggel. A videóbíró az olasz Paolo Valeri volt, segítője a maláj Muhammad Taqi és az ausztrál Chris Beath. Első alkalommal használták az ázsia-kupák történetében a videóbírót a döntőben.

### Vita a katari játékosok szereplésének jogosultsága körül
2019. január 30-án, nem sokkal az elődöntőben elszenvedett vereséget követően az Egyesült Arab Emírségek Labdarúgó-szövetsége hivatalos fellebbezést nyújtott be az Ázsiai Labdarúgó-szövetséghez, mert véleményük szerint a szudáni születésű Almaz Ali, valamint az iraki születésű Baszám er-Rávi nem játszhatott volna a tornán a FIFA hatályos szabályozása szerint, amely kimondja, hogy a játékosok jogosultak egy adott ország válogatottjában való játékra, ha legalább öt évig folyamatosan, életvitelszerűen élnek az adott országban, 18 éves koruktól kezdődően. Az AFC fegyelmi és etikai bizottsága 2019. február 1-jén további észrevételek vagy magyarázat nélkül elutasította az Egyesült Arab Emírségek Labdarúgó-szövetségének tiltakozását.

## A mérkőzés
A mérkőzés helyi idő szerint 18:00 órakor kezdődött Abu-Dzabiban, a Zájed sejk stadionban 36 776 néző előtt, akik közül több ezren Ománból látogattak el a döntőre. A katari Almaz Ali a 12. percben szerezte meg a vezetést csapatának, miután az Acsram Afíftól kapott labdát ollózó mozdulattal a hálóba juttatta. A torna során szerzett kilencedik góljával a katari játékos új csúcsot állított fel, megdöntve az iráni Ali Dáji 1996-os rekordját. Katar a 27. percben megduplázta előnyét, miután Abd ál-Azíz Hátem is gólt szerzett.
Japán a második félidő elején átvette a játék irányítását és több gólszerzési lehetőséget is kidolgozott. Az 56. percben Katar majdnem újabb gólt szerzett, majd Minamino Takumi 69. percben szerzett találatával Japán felzárkózott egy gólra. A 82. percben a japánok csapatkapitánya, Josida Maja a büntetőterületen belül kézzel ért a labdához, így Katar tizenegyest rúghatott, amiből Acsram Afíf eredményes volt, kialakítva a végeredményt.
| 2019. február 1. 18:00 (UTC+04:00) |

| Japán        | 1–3               | Katar                                 |
| ------------ | ----------------- | ------------------------------------- |
| Minamino 69' | (0–2) Jegyzőkönyv | Ali 12' Hátem 27' Afíf 83' (11-esből) |

| Zájed sejk Stadion, Abu-Dzabi Nézőszám: 36 776 Játékvezető: Ravshan Ermatov (üzbegisztáni) |

| Japán | Katar |

| KA                   | 12 | Gonda Súicsi       |     |
| JV                   | 19 | Szakai Hiroki      | 86' |
| KV                   | 16 | Tomijaszu Takehiro |     |
| KV                   | 22 | Josida Maja (c)    | 82' |
| BV                   | 5  | Nagatomo Júto      |     |
| JKP                  | 8  | Haragucsi Genki    | 62' |
| KKP                  | 7  | Sibaszaki Gaku     | 20' |
| KKP                  | 18 | Siotani Cukasza    | 84' |
| BKP                  | 21 | Dóan Ricu          |     |
| KCS                  | 15 | Ószako Júja        |     |
| KCS                  | 9  | Minamino Takumi    | 89' |
| Cserék:              |    |                    |     |
| CS                   | 13 | Mutó Josinori      | 62' |
| KP                   | 14 | Itó Dzsunja        | 84' |
| KP                   | 10 | Inui Takasi        | 89' |
| Szövetségi kapitány: |    |                    |     |
| Morijaszu Hadzsime   |    |                    |     |

| KA                   | 1  | Szád es-Síb          |       |
| KV                   | 15 | Baszám er-Rávi       |       |
| KV                   | 16 | Búalám Húhi          | 61'   |
| KV                   | 4  | Táredzs Szalmán      |       |
| JSZV                 | 2  | Ró-Ró                | 90+3' |
| BSZV                 | 3  | Abd el-Csarím Haszan |       |
| KKP                  | 10 | Haszan el-Hídúsz (c) | 74'   |
| KKP                  | 6  | Hátem                |       |
| KKP                  | 23 | Ászim Mádíbú         |       |
| KCS                  | 11 | Acsram Afíf          | 84'   |
| KCS                  | 19 | Almaz Ali            | 90+6' |
| Cserék:              |    |                      |       |
| KP                   | 14 | Szálam el-Hájrí      | 61'   |
| KP                   | 12 | Karim Boudiaf        | 74'   |
| CS                   | 7  | Ahmed Aláaldín       | 90+6' |
| Szövetségi kapitány: |    |                      |       |
| Félix Sánchez        |    |                      |       |

| A mérkőzés legjobbja: Acsram Afíf (Katar) Asszisztensek: Abduhamidullo Rasulov (üzbegisztáni) Jahongir Saidov (üzbegisztáni) Negyedik játékvezető: Ma Ning (kínai) Tartalék játékvezető: Huo Weiming (kínai) Videóbíró: Paolo Valeri (olasz) Videóbíró asszisztense: Muhammad Taqi (szingapúri) Chris Beath (ausztrál) | Szabályok - 90 perc játékidő. - 30 perc hosszabbítás döntetlen esetén. - Ha ezt követően sincs döntés, akkor büntetőrúgások következnek. - Maximum három cserelehetőség, hosszabbítás esetén egy plusz csere megengedett. |

## A mérkőzést követő események

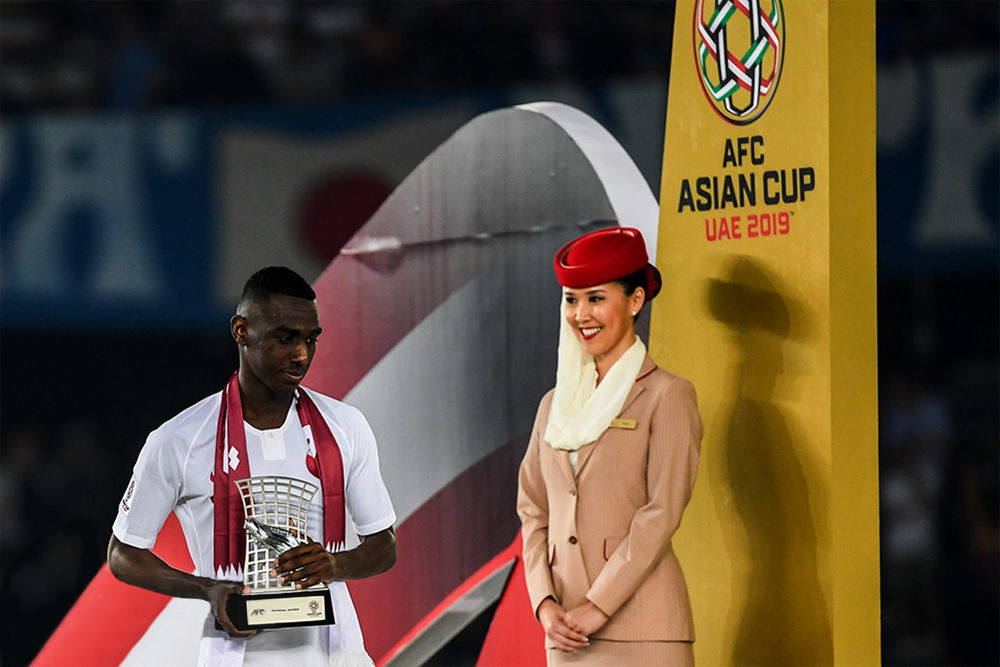
Almaz Ali lett a torna legértékesebb játékosa és egyben gólkirálya is

A Japán feletti győzelemmel Katar megszerezte első Ázsia-kupa győzelmét. Mindezt hibátlan teljesítménnyel, hét mérkőzésen aratott hét győzelemmel tette. Korábban még sohasem jutottak tovább a torna negyeddöntős szakaszánál, és a kilencedik ország lett, amely elnyerte a kontinens legrangosabb trófeáját. Japán a 2019-es kiírásban első vereségét szenvedte el, miután a korábbi hat találkozójának mindegyikét megnyerte, és története első Ázsia-kupa-döntőjét veszítette el, a korábbi négy fináléját egyaránt megnyerte a Szamurájok válogatottja. A mérkőzésen mutatkozott be az új, kifejezetten a döntőre készített labda és a győztes egy teljesen új trófeát vehetett át a díjátadó ceremónián. Ez volt az első olyan döntő, amelyen használták a videóbírót az Ázsia-kupák történetében.
A győztes katari csapatból Almaz Alit választották a torna MVP-jének (Most Valuable Player), azaz legértékesebb játékosának. Ali lett egyben a torna gólkirálya is kilenc góljával, ezzel megdöntve az iráni Ali Dáji vonatkozó rekordját, aki az 1996-os kontinenstorna során nyolcszor volt eredményes. Szád es-Síb kapus lett posztján a legjobb a kiírásban, a torna során hat találkozón nem kapott gólt, csupán Minamino Takumi tudott betalálni a kapujában a döntőben. A döntő legjobbjának a katari Acsram Afífot választották, aki két gólpasszt és egy gólt jegyzett a mindent eldöntő mérkőzésen, kulcsszerepet vállalva hazája sikerében. Összességében tíz gólpasszal fejezte be a bajnokságot, ami újabb rekord az Ázsia-kupák történetében. A második helyezett Japán elnyerte a fair play-díjat, mint a verseny legsportszerűbb, és legkevesebb sárga valamint piros lapos figyelmeztetést kapó együttese.
Katar és Japán egyaránt meghívást kapott a 2019-es Copa América küzdelmeire a Dél-amerikai Labdarúgó-szövetség képviselőitől.
A katari székhelyű Al-Dzsazíra hírtelevízió a mérkőzést követő tudósításában kihangsúlyozta, hogy az emírségekbeli újságok és hírforrások úgy írtak a döntőről, hogy azt a japán válogatott tagja vesztették el, kisebbítve ezzel a katariak érdemeit és tovább élezve a  két ország közötti feszült viszonyt.

## Fordítás
- Ez a szócikk részben vagy egészben  a(z)   2019 AFC Asian Cup Final című angol Wikipédia-szócikk fordításán alapul.  Az eredeti cikk szerkesztőit annak laptörténete sorolja fel. Ez a jelzés csupán a megfogalmazás eredetét és a szerzői jogokat jelzi, nem szolgál a cikkben szereplő információk forrásmegjelöléseként.